# Sint-Antonius Abtkapel (Oirschot)
De Antonius Abtkapel is een kapel in Straten in de gemeente Oirschot in de Nederlandse provincie Noord-Brabant. De kapel staat op een driehoek van wegen: de straat de De Bollen komt uit op de straat Straten. Even verderop op zo'n 100 meter ligt de straat Sint Antoniusweg.
De kapel is gewijd aan Sint-Anthonius-Abt en is een rijksmonument.

## Geschiedenis
Vanaf circa 1400 is er in Straten volgens de plaatselijke overlevering een verering van Sint-Antonius-Abt geweest. De plaatselijke verering heeft door de tijd met verschillende kapellen op dezelfde plek steeds weer gestalte gekregen.
In een acte uit 1481 wordt gewag gemaakt van de bouw van een kapel, maar in 1528 had men het al over de oude capelle, die toen tot woonhuis diende. Ook in gerechtelijke stukken van 1506 wordt reeds gesproken over de kapel.
In 1643 werd een stenen kapel gebouwd, die na 1648 afgebroken is op bevel van de Staten-Generaal. De bevolking bouwde niettemin uit plaggen regelmatig weer een kapel op.
Pas in 1853 werd er een nieuwe stenen kapel gebouwd die er tegenwoordig nog steeds staat.

## Legende
Sint-Antonius met het vèrreke wordt aangeroepen tegen de pest. Volgens een legende zouden tijdens een pest-epidemie zoveel mensen zijn overleden dat men ze niet meer durfde te begraven uit angst voor besmetting. Toen men tot de heilige gebeden had, verscheen er op zekere dag een wit paard, dat zich eigener beweging voor een wagen inspande en aldus de lijken naar het kerkhof bracht. Ieder huis van waaruit iemand door het paard werd vervoerd was onmiddellijk vrij van deze ziekte, de reeds besmette mensen genazen. Nadat de laatste dode was afgevoerd verdween het paard. Dit mirakel werd toegeschreven aan Sint-Antonius, waarop men een kapel bouwde op de plaats waar het paard verschenen was.

## Opbouw
Het in rode bakstenen opgetrokken eenvoudige zaalgebouwtje heeft een klokvormige voorgevel die enigszins aan barok doet denken. Hierbovenop is een dakruitertje met spits. Het gebouw heeft een zadeldak bedekt met pannen en is aan de achterkant driezijdig gesloten.
Van binnen bevindt zich een altaar en er zijn drie beelden, waaronder een staakmadonna en een houten Antoniusbeeld uit de 18e eeuw.
In 1995 werd een geglazuurd keramisch reliëf aan de buitengevel aangebracht dat Sint-Antonius voorstelt en gemaakt is door Eduard Coppens. Binnenin is er een reliëf dat Sint-Joris en de draak voorstelt. Dit is ooit door een kluizenaar en voormalig lid van de Pauselijke Zoeaven aan het Oirschotse Sint-Jorisgilde geschonken.